# Ulla Neumann
Ulla Catrina Sorbon Neumann (Kopenhagen, 2 september 1946) is een Deens popzangeres en actrice.

## Biografie
Ze is de dochter van jazzgitarist Ulrik Neumann en de actrice Stina Sorbon, en zus van Mikael Neumann, eveneens een gitarist en acteur. In de jaren zestig speelde ze in een paar films en werkte ze als stemactrice mee aan de Zweedse uitgave van Walt Disneys animatiefilm The Junglebook. Ook verscheen van haar in die tijd een eerste single, Jazz Med En Bach-Tanke (1965). Begin jaren 1970 kwam haar debuutalbum uit, een paar jaar later verscheen van haar een kinderplaat.
Met haar vader en broer had ze een trio, 3 x Neumann. In 1985 maakte ze met haar vader en Niels-Henning Ørsted Pedersen het album With Joy And Feelings. In de jaren 1960 en 1970 was ze in enkele tv-shows te zien, waaronder Gala-Abend der Schalplatte (1967, met haar vader).

## Discografie
- Ulla Neumann, Metronome, 1972
- Vi Kan Alla Kan, Playback, 1976
- With Joy And Feelings (met Ulrik Neumann en Niels-Henning Ørsted Pedersen), Four Leaf records, 1985
- Mal Ganz Was Anderes (met Ulrik Neumann), Electrola, ?
- Det Visste Inte Kejsarn Om, Kyrkoton, ?

## Filmografie
- Testfilm Niklasons, 1964
- Niklasons, 1965
- Djungelboken (stemactrice), 1967